# Парк Сентенарио
Парк Сентенарио (исп. Parque Centenario), — парк в Буэнос-Айресе, расположенный в районе Кабальито, между улицами Авенида Диас Велес, Авенида Патрисиас Аргентинас, Авенида Леопольдо Марешаль, и Авенида Анхель Гальярдо. Граничит с районами Альмагро и Вилья Креспо.

## История
Об его создании было принято решение 14 мая 1909 года на городском совете города Буэнос-Айрес. Парк был открыт по случаю столетия со дня Майской революции, состоявшейся в 1810 году, а до появления здесь парка, на этом месте находилась пустошь.
Проект парка был разработан французским архитектором и ландшафтным дизайнером Карлосом Тэйсом (Thays), который был инициатором создания многих парков в Буэнос-Айресе.
В 1953 году мэр Хорхе Сабат открыл амфитеатр имени Эвы Перон, где проходили летние фестивали театра Колон и детские мероприятия на открытом воздухе. Амфитеатр был рассчитан на 10 000 зрителей. В 1959 году он сгорел.
Во время руководства города мэром Освальдо Кассиаторе (Cacciatore; 1976—1982) парк был полностью отремонтирован, и в его центре (где когда-то стоял амфитеатр) появился пруд, который оставался сухим в течение многих лет с момента создания.
В 2006 году парк был снова отремонтирован и реконструирован, однако, спустя несколько месяцев состояние парка снова серьезно ухудшилось, и работа была завершена только с появлением современного амфитеатра, вместимостью 1600 человек.
В сентябре 2012 года правительство города начало выдавать разрешения на строительство баров на границе парка. В то же время некоторые жители, были против текущей приватизации общественных земель в городе. После реконструкции парка были отремонтированы системы орошения, световые башни, беседки, скамейки и общественные туалеты. Также была построена беговая дорожка и сектор для аэробных упражнений. Внутренние дороги парка были улучшены.

## Описание
Вокруг парка расположены здания инфраструктуры здравоохранения, такие как больница Hospital Durand, институт зоонозы Луи Пастера, Hospital Naval Central, городская больница онкологии Мари Кюри и клиника San Camilo.

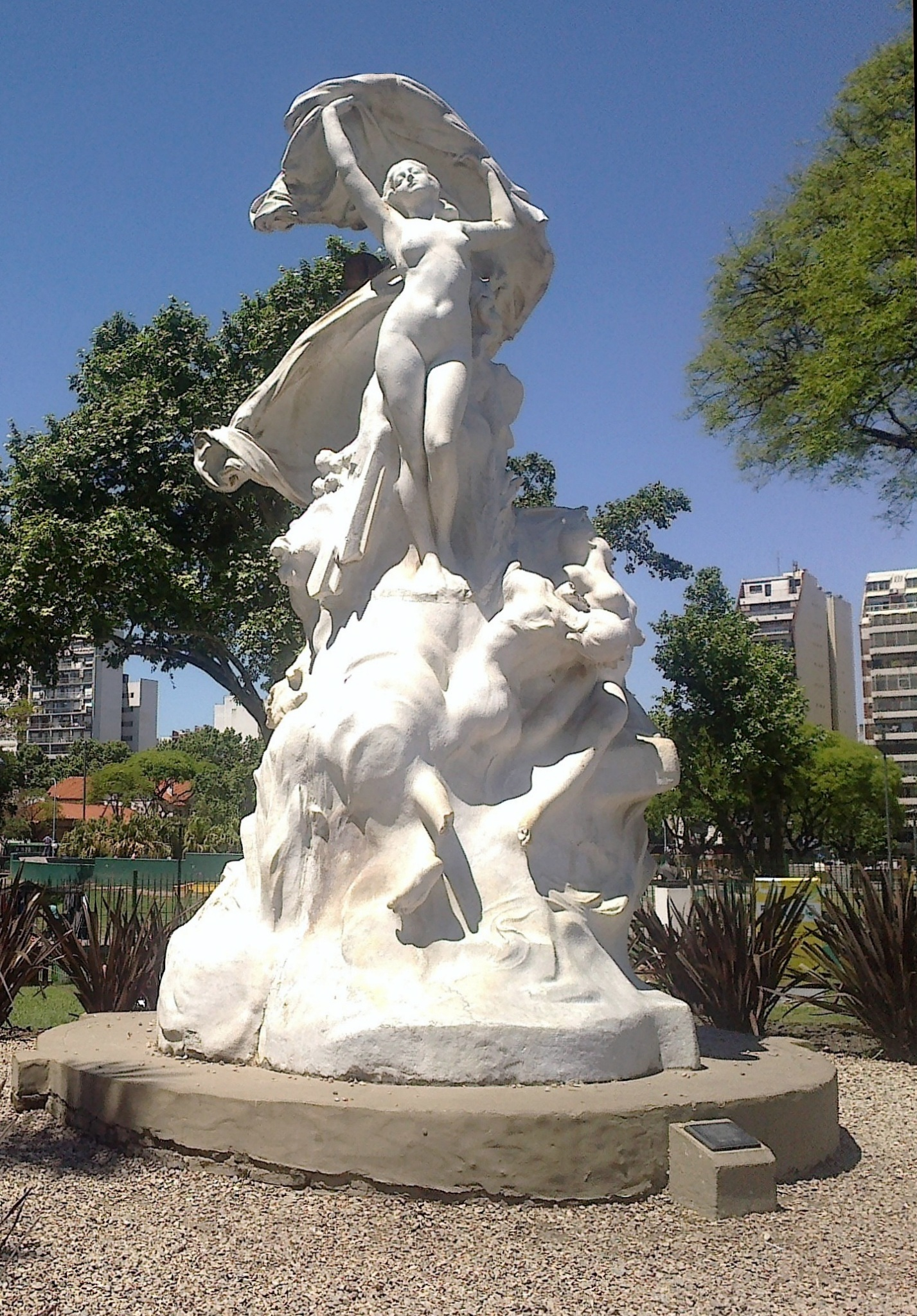
«La Aurora» француза Эмилио Пейнота.

Также парк окружают такие здания как: Аргентинский Музей естественных наук (Museo Argentino de Ciencias Naturales) имени Бернардино Ривадавия, и другие научно-исследовательские институты, как Instituto Leloir Аргентинская Ассоциация друзей астрономии (Asociación Argentina Amigos de la Astronomía), в ведении которой находится городская обсерватория.
Хотя дизайн парк имеет заметный французский стиль, имеет большое разнообразие местных растений и деревьев, которые можно также увидеть на тротуарах города, как платан, типуана типу, мелия ацедарах, жакаранда и сейба великолепная.
Парк имеет небольшой пруд, фонтан, зоны отдыха, различные популярные фрески и скульптуры, в том числе «Крылатая Победа» итальянца Эдуардо Рубино, «Мадам Кюри», Сантьяго Пароди и «La Aurora» француза Эмилио Пейнота.
На протяжении недели, в парке проходит ярмарка, на которой можно купить книги и журналы, включая подержанные учебники. По выходным проходит ярмарка, на которой можно купить изделия ручной работы.
Парк используется жителями окружающих районов для спортивных мероприятий, таких как аэробика, или ходьба или бег трусцой. Длина дорожки вокруг парка составляет около 1500 метров. В парке также есть площадка для катания на роликовых коньках, которая использовалась ими даже до завершения постройки.
Большая часть парка открыта для посещения между 8 и 20 часами.
Пруд не судоходен из-за его малой глубины и препятствий, который могли бы помешать лодкам, но служит домом для уток и лебедей которые прилетают на пруд. В пруду водятся золотые рыбки.

## Галерея

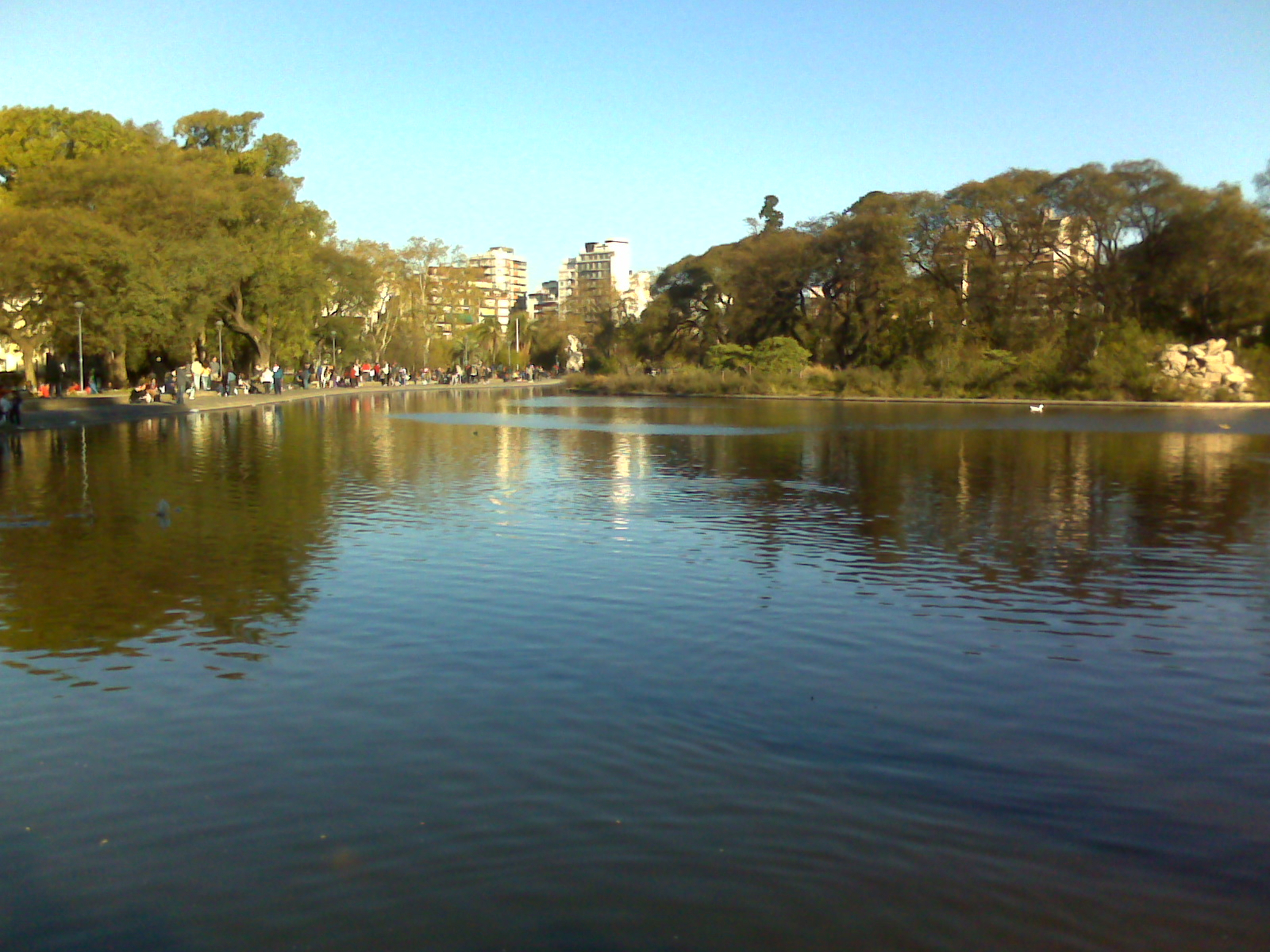
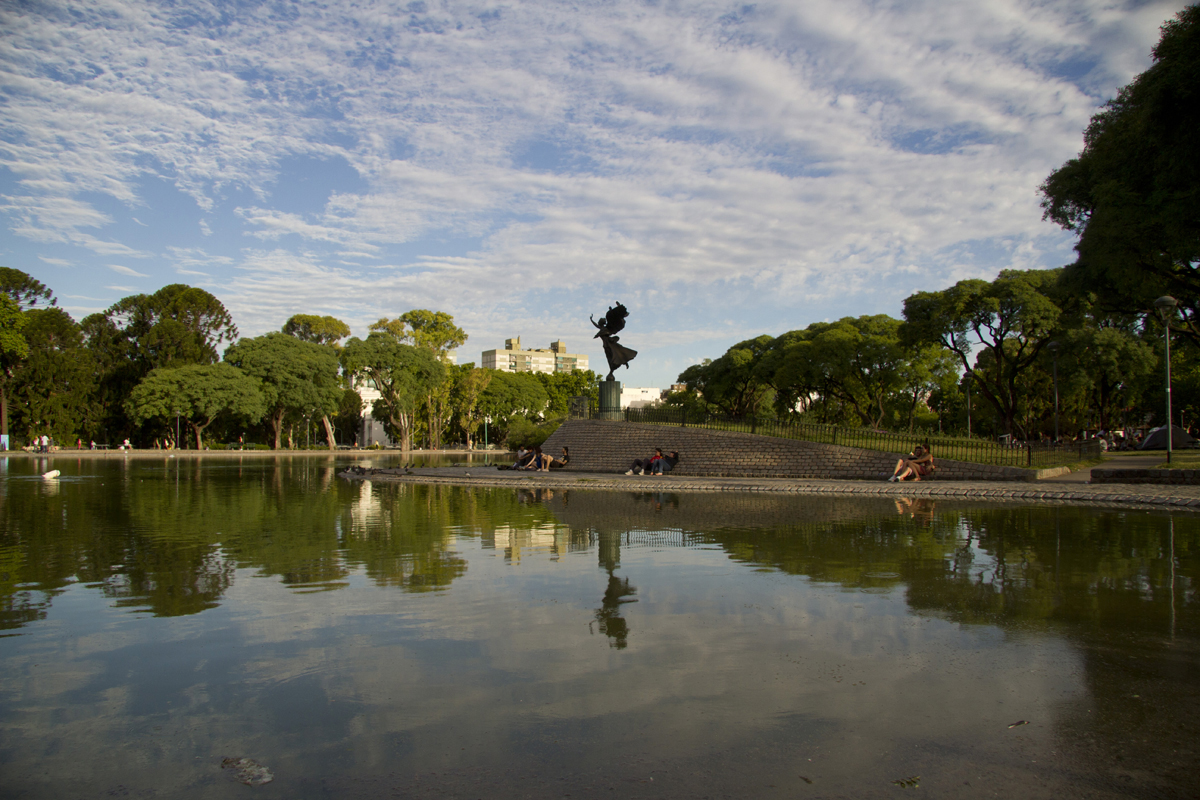
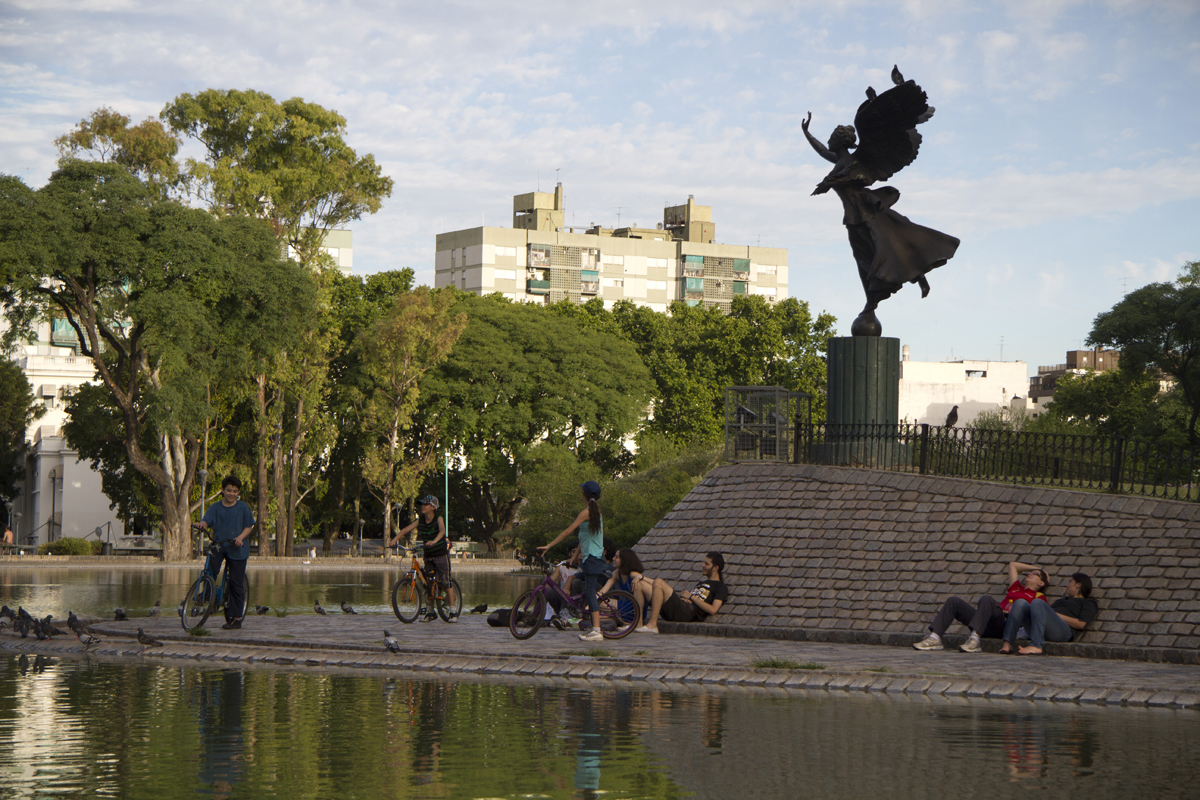
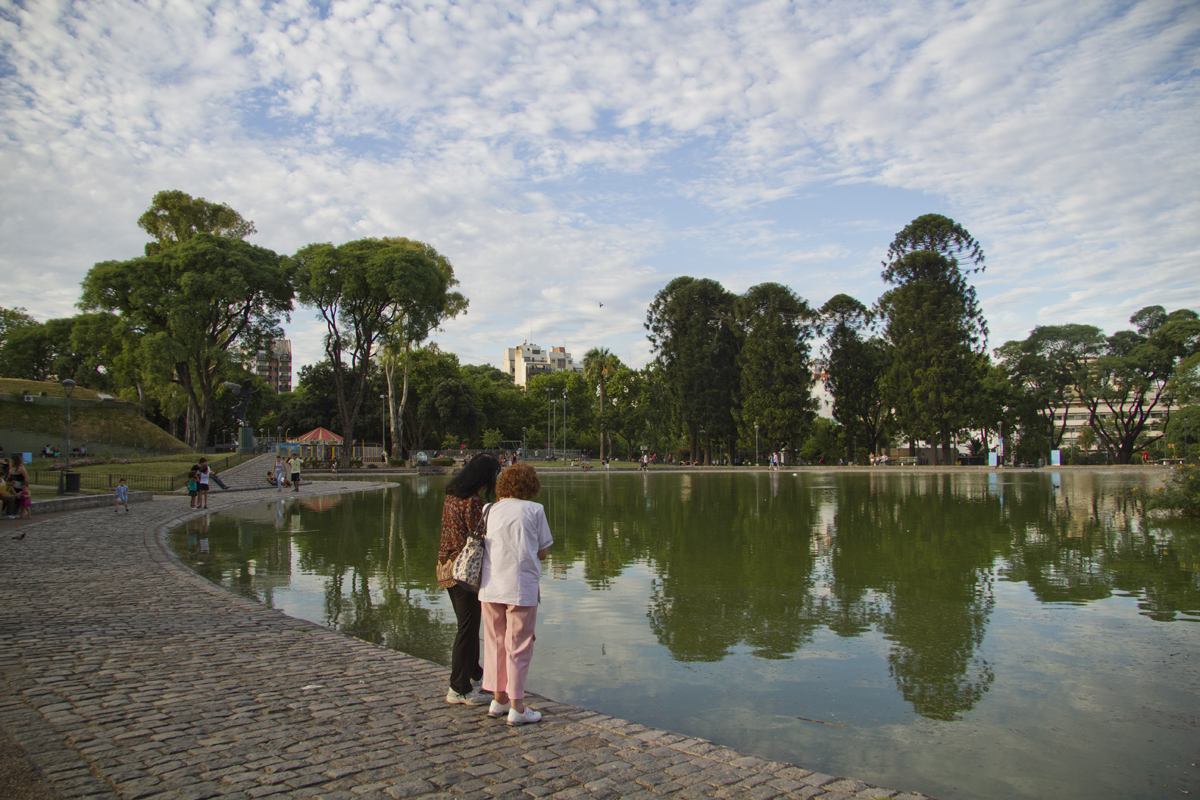
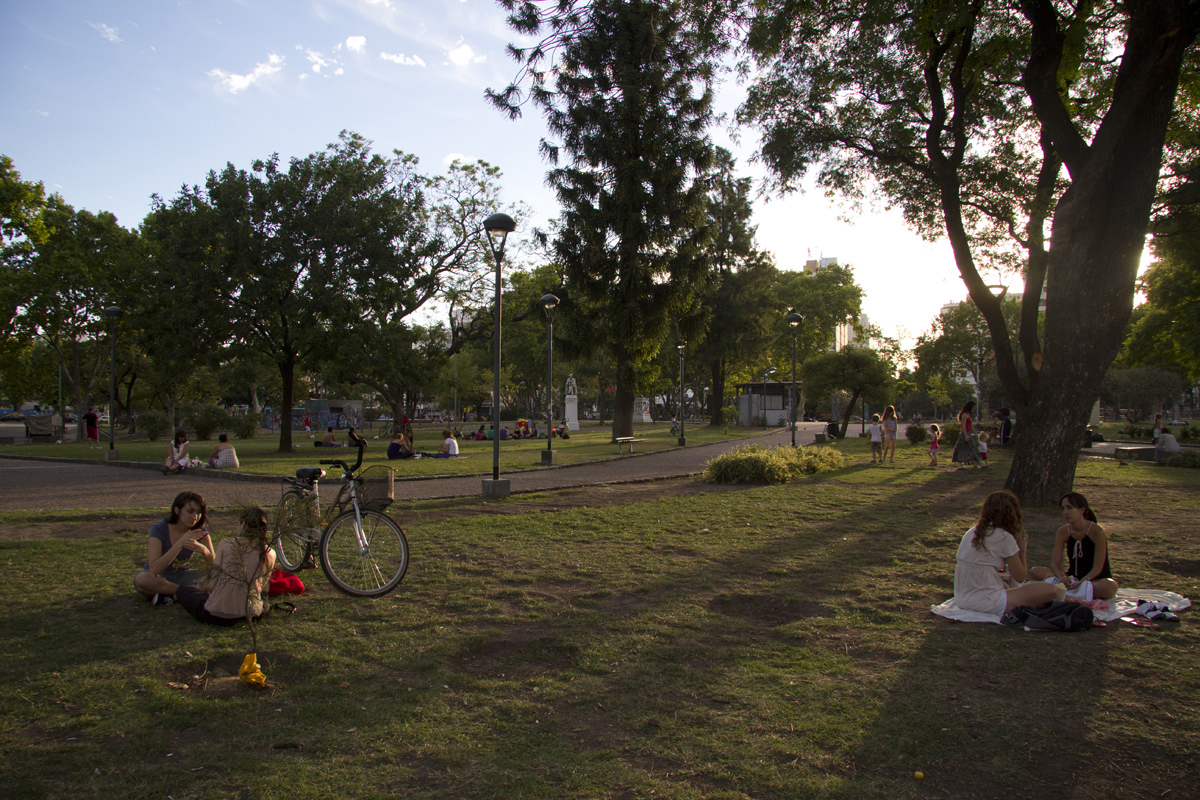
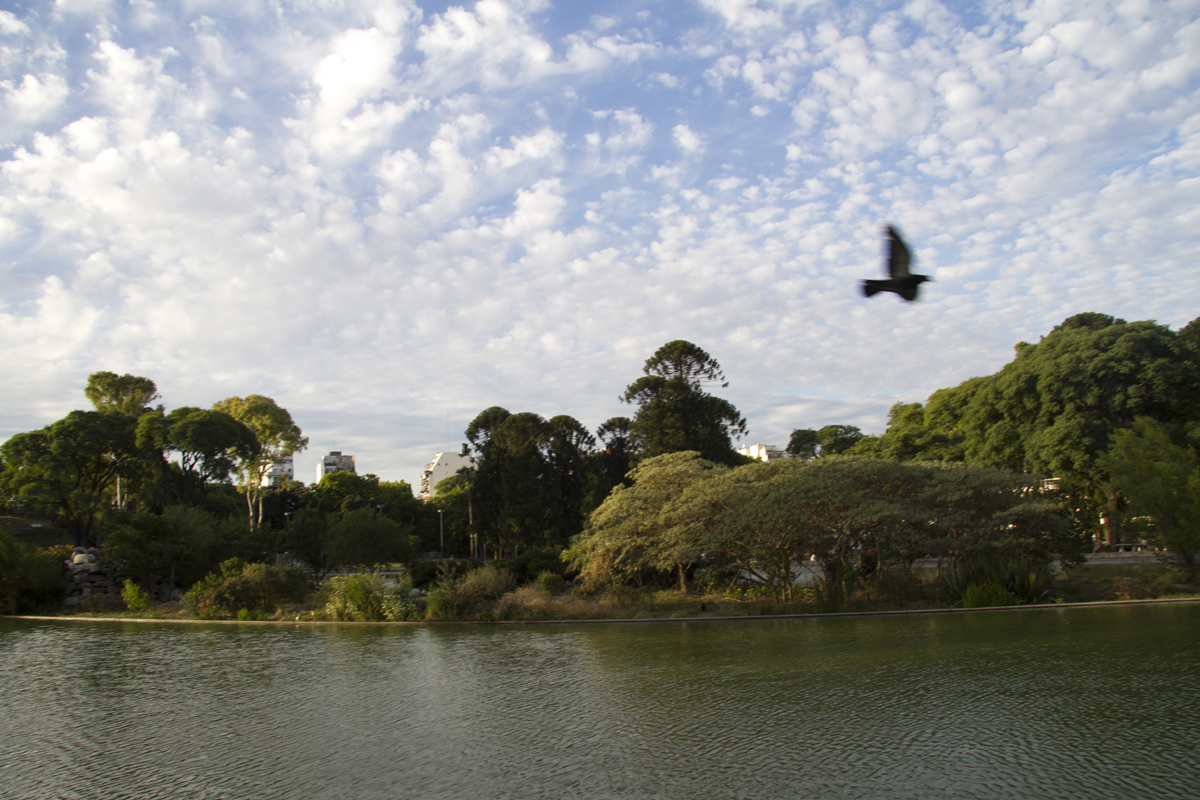
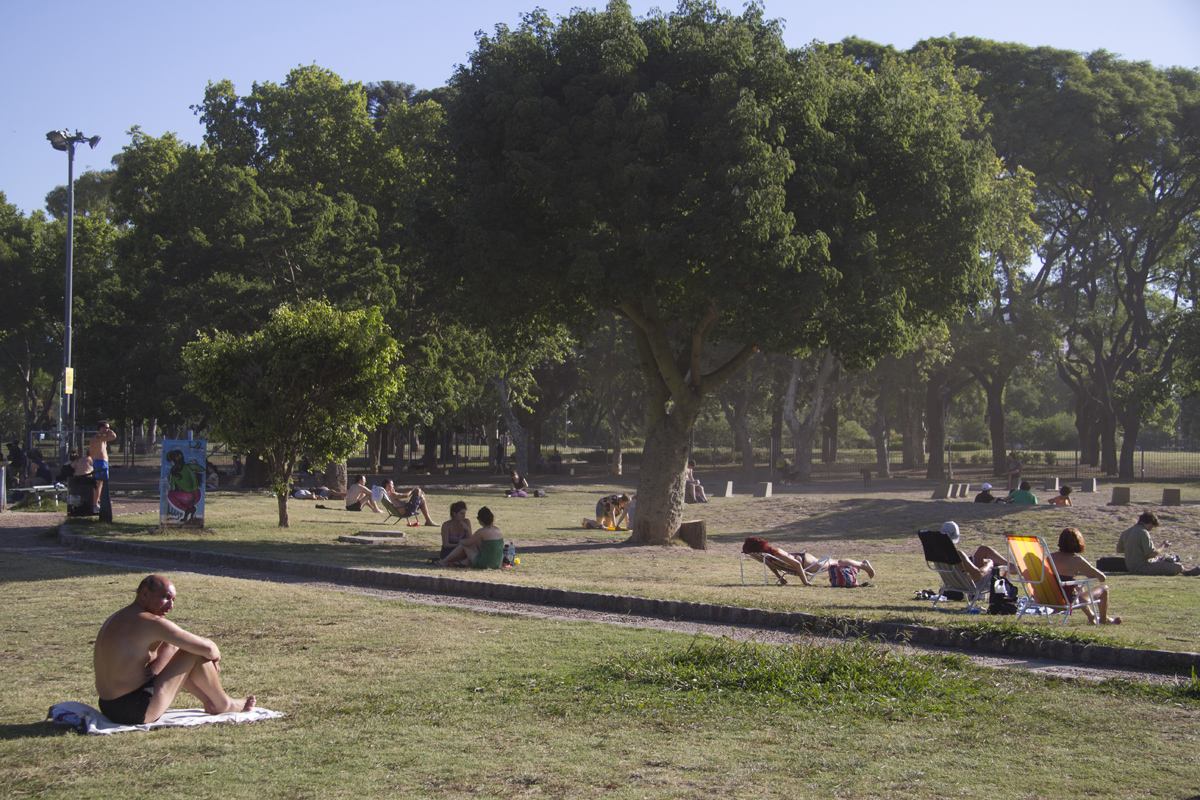
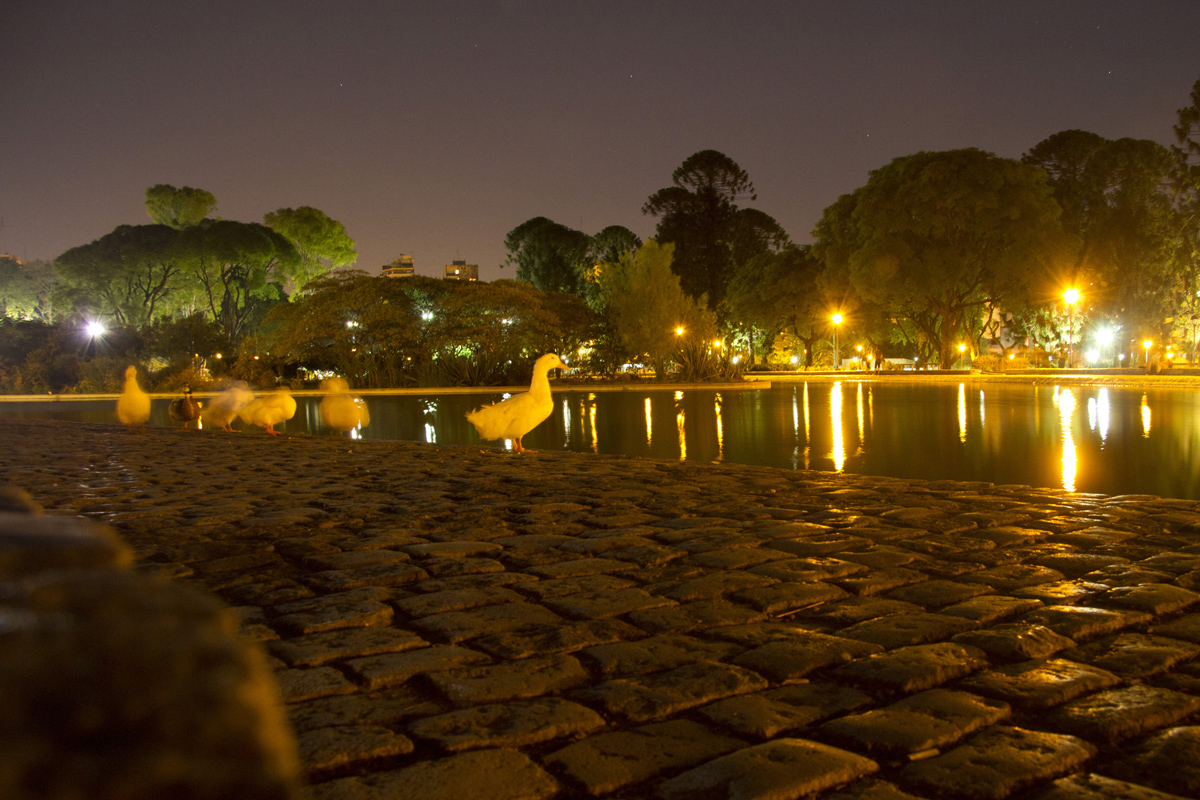
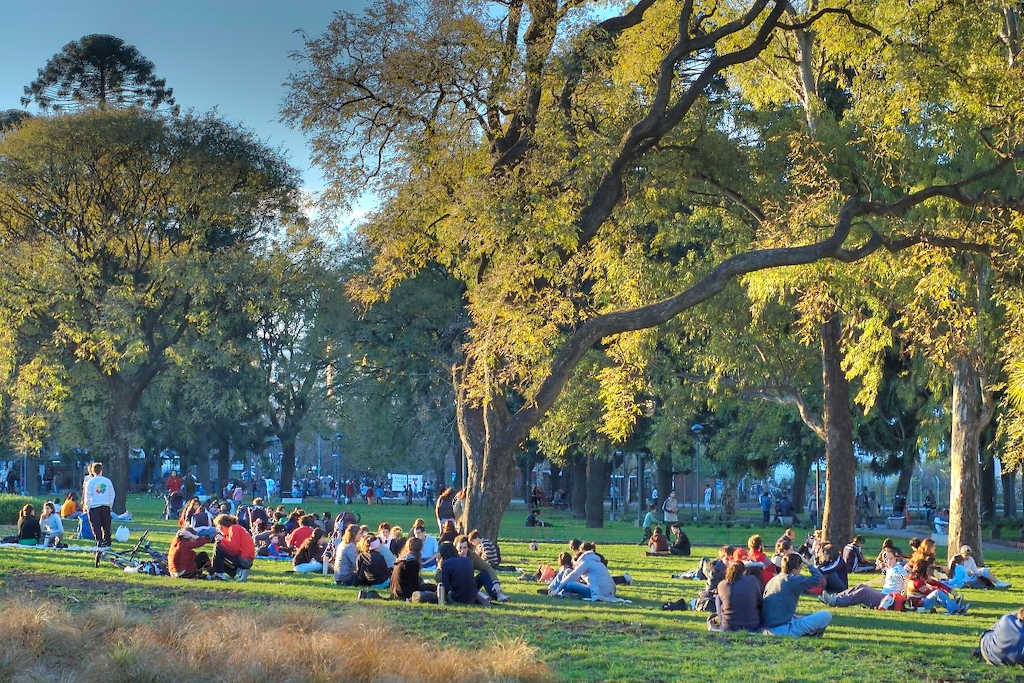
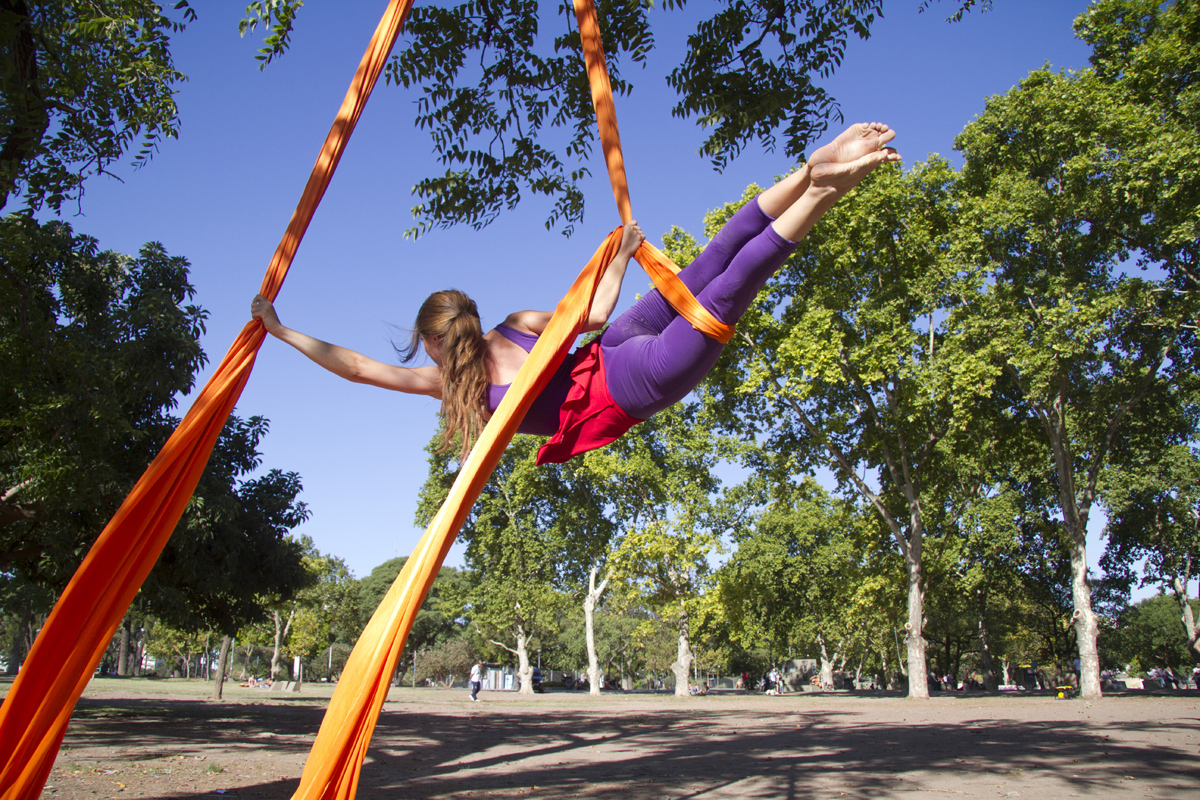
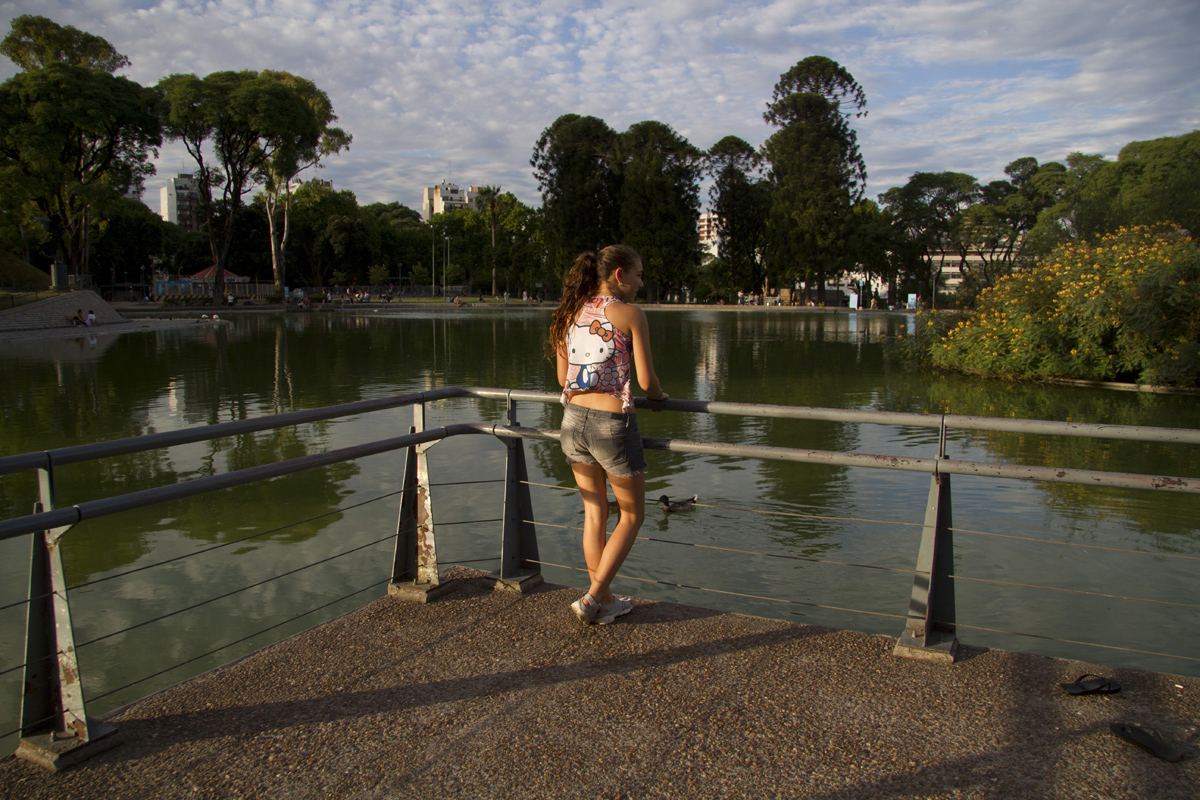
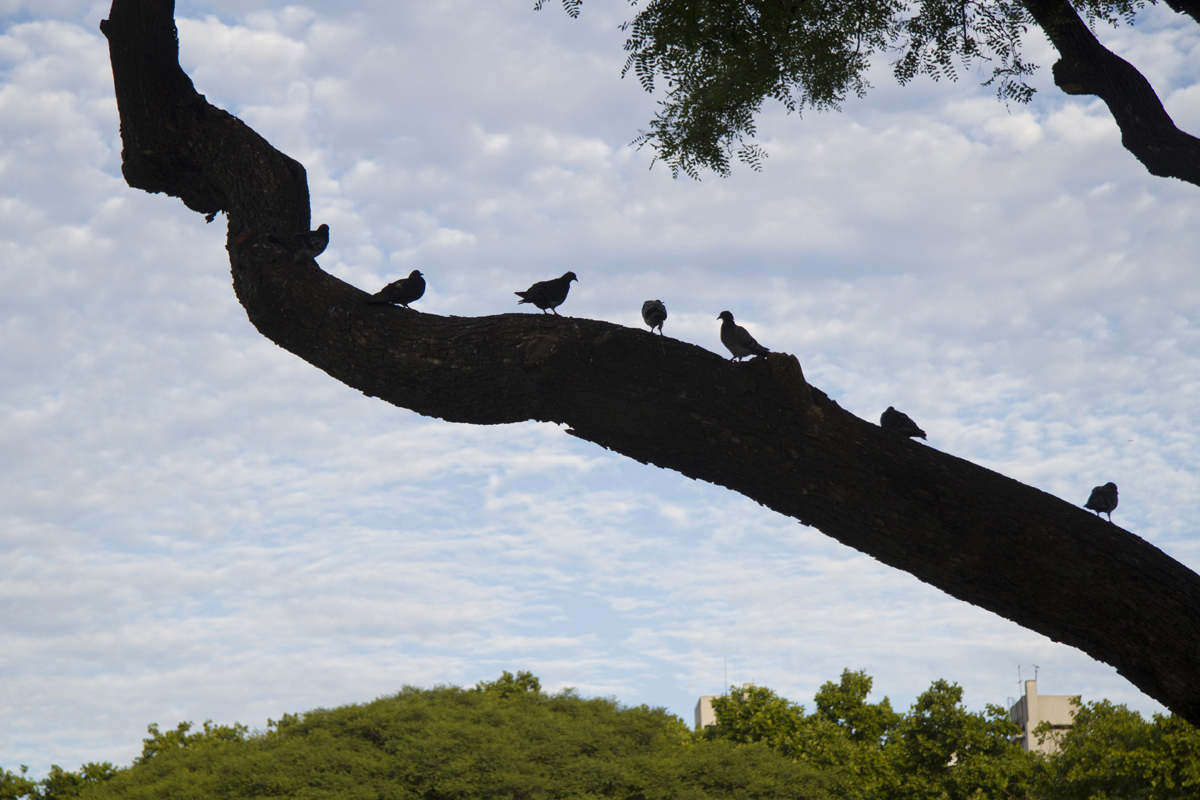